# Sudiți
Sudiți es una comuna ubicada en el distrito de Ialomița, Rumania.

## Superficie
Cuenta con una superficie de 58,70 kilómetros cuadrados.

## Demografía
Hasta 2021 la población era de 1738 habitantes, con una densidad de población de 29,61 habitantes por kilómetro cuadrado.